# (20327) 1998 HQ39
A (20327) 1998 HQ39 egy kisbolygó a Naprendszerben. A LINEAR projekt keretében fedezték fel 1998. április 20-án.